# Rüştü Reçber
Rüştü Reçber [ruštu rečbr] (* 10. květen 1973, Antalya) je bývalý turecký fotbalový brankář. Zúčastnil se mistrovství světa 2002 v Japonsku a Jižní Koreji. FIFA ho jmenovala nejlepším gólmanem světa v roce 2003. Pelé ho roku 2004 zařadil mezi 125 nejlepších žijících fotbalistů.

## Reprezentační kariéra
V A-týmu Turecka debutoval 12. 10. 1994 v kvalifikačním zápase v Istanbulu proti týmu Islandu (výhra 5:0).
Zúčastnil se EURA 1996 v Anglii, EURA 2000 v Nizozemsku a Belgii a MS 2002 v Japonsku a Jižní Koreji (zisk bronzové medaile), Konfederačního poháru FIFA 2003 ve Francii a EURA 2008 v Rakousku a Švýcarsku (zisk bronzové medaile).
Se 120 odchytanými zápasy je rekordmanem v počtu startů za turecký národní tým, k poslednímu zápasu nastoupil 26. 5. 2012 proti Finsku (prohra 2:3).